# 方壮猷
方壮猷（1902年—1970年），字欣安，原名方彰修，湖南省湘潭县分水乡人，中国近代历史学家，学术专攻民族史和宋、辽、金、元史，侧重考释。:49

## 生平
1902年，方壮猷出生在湖南省湘潭县。:49方壮猷从湖南省立第一师范学校毕业后，考入北京师范大学，两年后转入清华大学国学研究院。:491929年，方壮猷赴日本东京大学留学。:49方壮猷回国后在北平、南京等地的大学执教。方壮猷后来远赴法国巴黎大学跟随汉学家伯希和学习东方民族史。:49
1936年，方壮猷回到国内在武汉大学历史系任教授，曾兼任历史系主任、代理文学院院长，直到武汉解放。:49
1950年，方壮猷出任中南军政委员会文化部文物处副处长，翌年兼任中南图书馆馆长。:491955年，方壮猷出任湖北省文化局局长。:491958年，方壮猷出任湖北省哲学社会科学研究所研究员。:491965年，方壮猷出任湖北省文物管理委员会副主任。:49
1970年，方壮猷在湖北省武汉市去世。

## 家庭
儿子方克立是哲学家，知名于对新儒学的研究。

## 著作
- . 湖北省武汉市: 武汉大学出版社. 2011-10-01. ISBN 9787307085350.

## 译著
- 白鸟库吉. . 山西省太原市: 山西人民出版社. 2015-12-01. ISBN 9787203092971.